# Djafar Khan Zand
Pour les articles homonymes, voir Jafar.
Djafar Khan Zand, aussi transcrit Jafar Khân Zand (en persan : جعفر خان زند / Ja'far Xân Zand), fut chah d'Iran et régna du 18 février 1785 jusqu'au 23 janvier 1789. Il fut le septième roi de la dynastie Zand.
Après que le père de Djafar Khan, le chah Sadeq, fut renversé par Alimorad, Djafar Khan jura de venger son père, et, après quatre ans de règne, Alimorad fut renversé à son tour par Djafar Khan. Djafar Khan avait l'esprit guerrier et un savoir militaire, et il battit Agha Mohammad Chah de nombreuses fois. Il fut empoisonné dans sa troisième année de règne et son fils Lotf Ali Khan lui succéda, après le règne de moins de quatre mois de son meurtrier Seid Morad.